# Osmundastrum cinnamomeum
Osmundastrum cinnamomeum är en safsaväxtart som beskrevs av Presl. Osmundastrum cinnamomeum ingår i släktet Osmundastrum och familjen Osmundaceae.

## Underarter
Arten delas in i följande underarter:
- O. c. glandulosum
- O. c. imbricata

## Bildgalleri

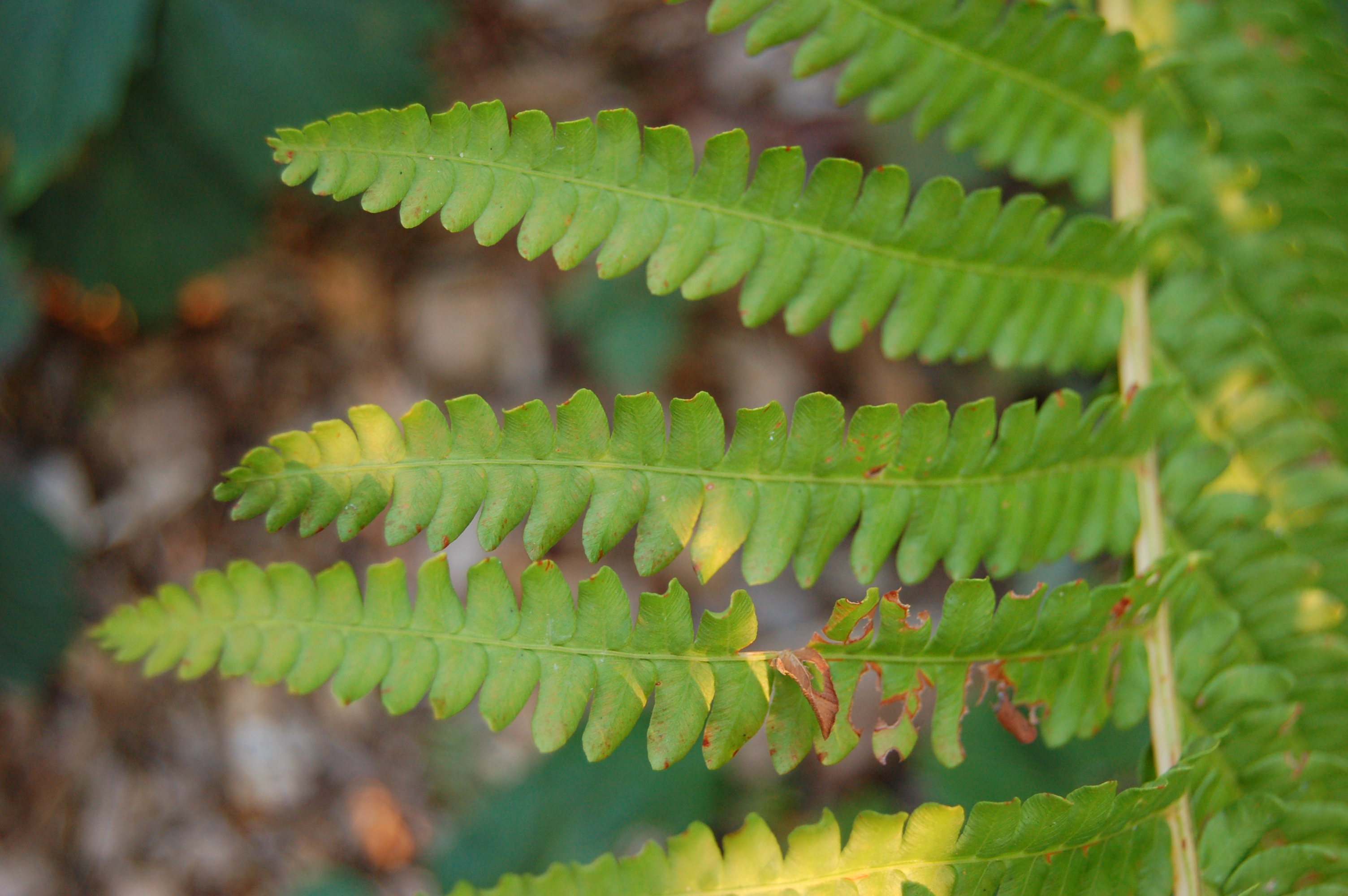
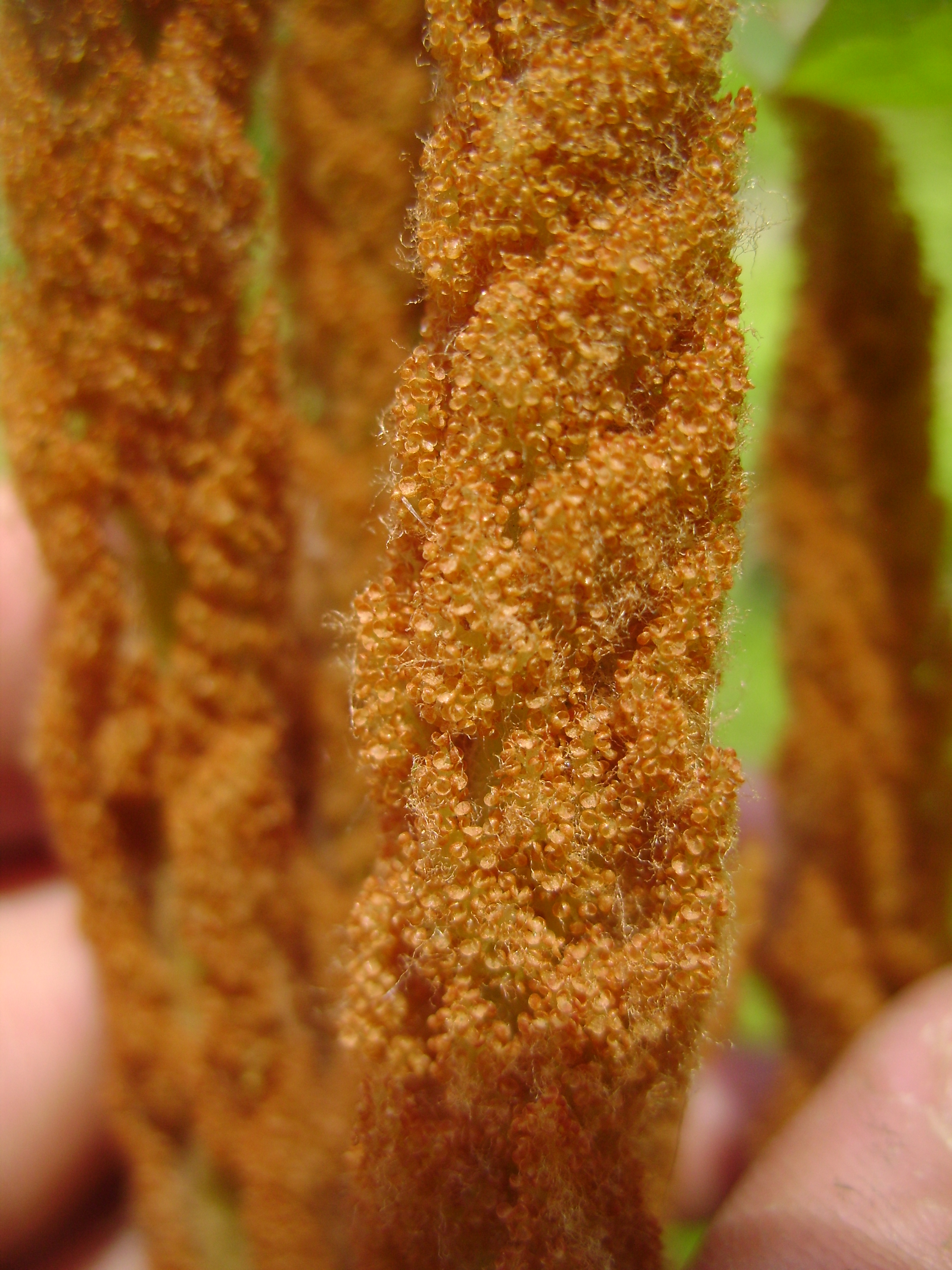
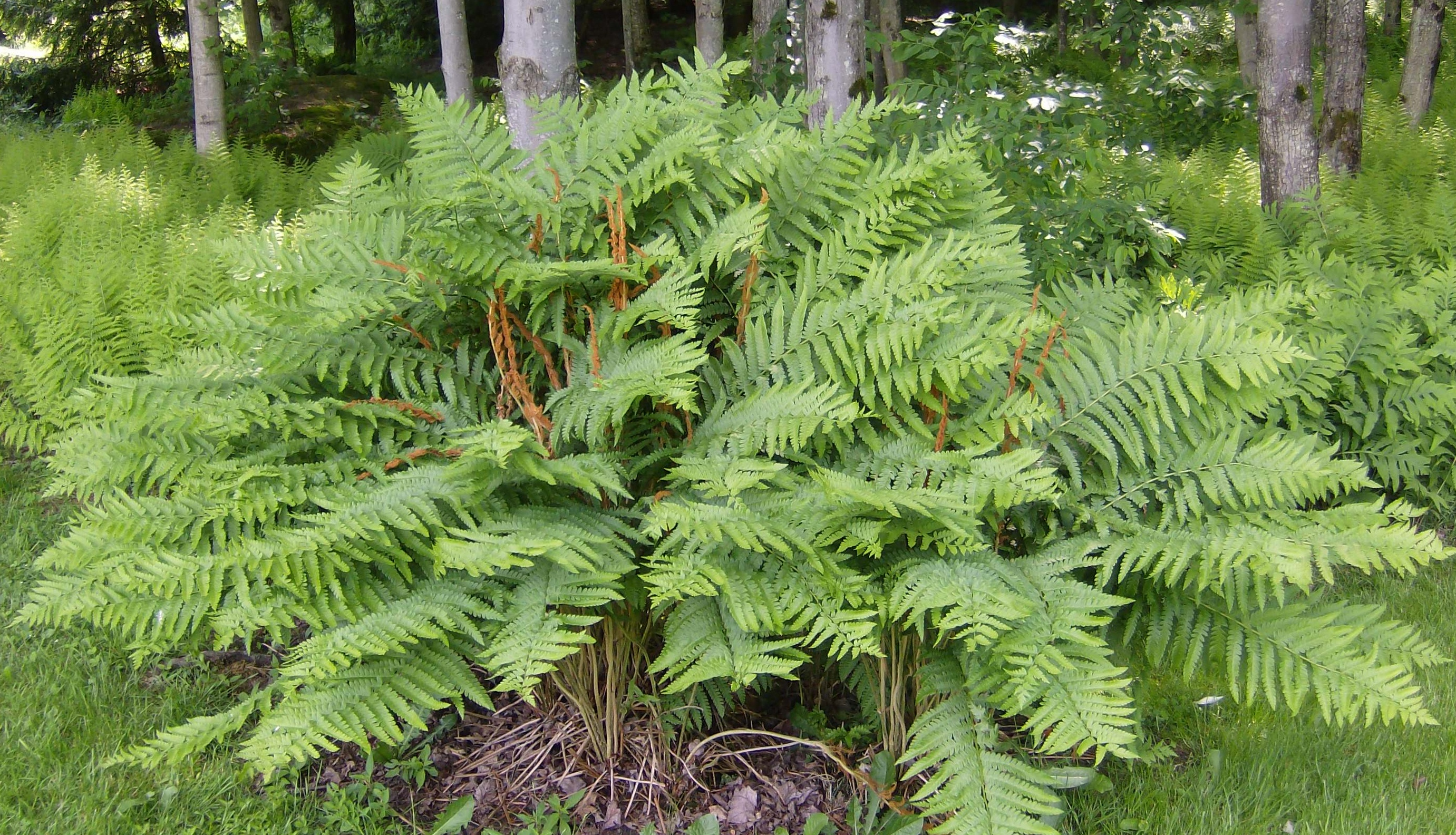